# Thibon de Libian

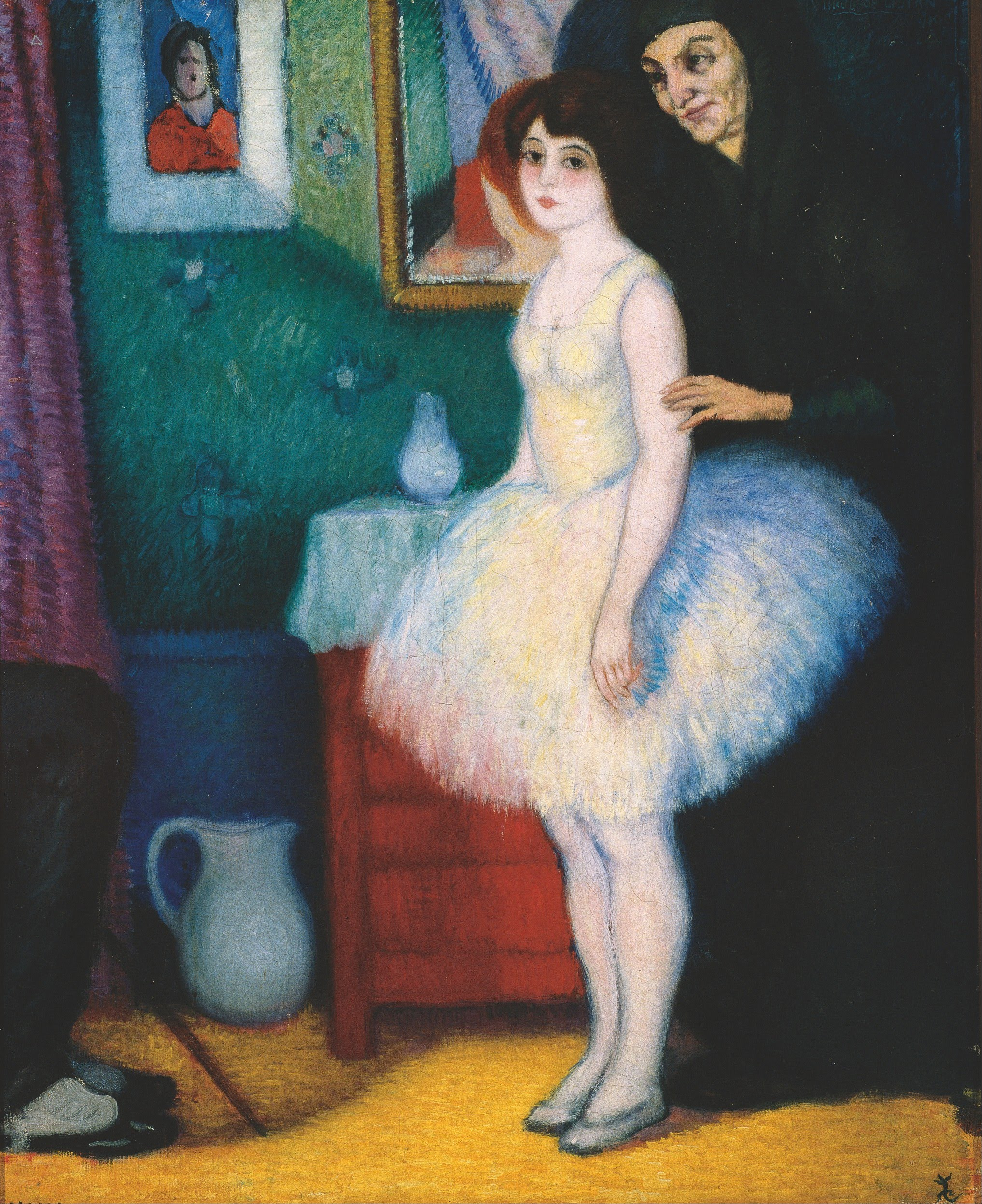
La presentación, 1918, Museo Nacional de Bellas Artes (Argentina)

Valentín Thibon de Libian (San Miguel de Tucumán, 1889 - ciudad de Buenos Aires, 1931) fue un artista plástico argentino especializado en pintura, caricatura y grabado.
Era hijo del francés Luis Thibon de Libian, y de Valentine Le Paige, belga.
Realizó gran parte de sus estudios en París e Italia. Durante su prolongada estadía en Francia recibió la influencia directa de Degas, e indirectamente las de Van Gogh, Toulouse-Lautrec y Monet.
Es así que su obra costumbrista y satírica mantiene muchas facetas del impresionismo y  posimpresionismo, en tanto que de un modo similar al de Toulouse-Lautrec y Degas destaca temas de la bohemia  típica de la llamada Belle Époque y los circenses, si bien "teñidos" por la cultura popular argentina -por ejemplo con el llamado Circo criollo.